# Stazione di Narita
La stazione di Narita (成田駅?, Narita-eki) è una stazione ferroviaria situata nella cittadina di Narita, nella prefettura di Chiba, in Giappone. La stazione è servita dalla linea Narita della JR East. A breve distanza si trova la stazione di Keisei Narita delle Ferrovie Keisei.

## Linee e servizi
East Japan Railway Company
■ Linea Narita

## Struttura
La stazione è dotata di due marciapiedi a isola e di uno laterale con cinque binari passanti in superficie, ed è inoltre presente una biglietteria presenziata e diversi servizi.
| 1-2 | ■ Linea Narita                 | per Sakura, Chiba e Tokyo              |
| 2   | ■ Linea Narita (per aeroporto) | per Narita Aeroporto                   |
| 5   | ■ Linea Narita                 | per Sawara, Omigawa, Sasagawa e Chōshi |
| 6   | ■ Linea Narita (per Abiko)     | per Fusa, Abiko e Ueno                 |

## Stazioni adiacenti
| «                                 | Servizio                     | »                         |
| Linea Narita (principale)         | Linea Narita (principale)    | Linea Narita (principale) |
| --------------------------------- | ---------------------------- | ------------------------- |
| Shisui                            | Locale Rapido Airport Narita | Kuzumi                    |
| Shisui                            | Rapido pendolari             | Capolinea                 |
| Linea Narita (bretella aeroporto) |                              |                           |
| Shisui                            | Locale Rapido Airport Narita | Terminal 2                |
| Linea Narita (diramazione Abiko)  |                              |                           |
| Shimōsa-Manzaki                   | Locale                       | Capolinea                 |